# Egres (település)
Egres (románul Igriș) falu Romániában, Temes megyében.

## Fekvése
Őscsanád és Nagyszentpéter között, a Maros bal partján fekvő település.

## Története
Egres Árpád-kori monostorát 1179-ben abbas de Egres, Egris néven említették először az oklevelek. A mellette levő Egres falut és népét csak 1330-tól említették az oklevelek egy tanúkihallgatással kapcsolatban.
1179-ben itt az Egresi ciszterci monostort említette egy oklevél, amelyet III. Béla alapított és Franciaországból, Pontigny szerzetesei népesítették be.
1239 körül az egresi monostornak francia és magyar szerzetesei voltak, és Potigny filiája volt, de 1207-ben maga is létesített filiát Erdélyben, Kercen és 1266-ban egy monostorban, melyet a halicsi hercegnő alapított.
Az Egresi apátságnak számos birtoka volt, amelyeket II. András király adományozott a monostornak: így Erdélyben 1205-ben Monora, 1318-ban Farkastelke, 1311–1342 között Apátfalva, Csanád, Selyk, Sorostély, 1330-ban Csanádban Pabar került a birtokába.
A monostor jelentőségét mutatja, hogy hiteleshelyi működést folytatott, apátja pedig 1213 és 1342 között többször szerepelt pápai megbízottként is.
1233-ban itt temették el Jolánta királynét, majd 1235-ben pedig II. András királyt is.
A tatárjárás idején, 1241-ben a várszerűen megerősített monostort, amelyben az asszonynép és a katonaság is meghúzódott, a tatárok ostrom alá vették. Bár a monostorban lévők megadták magukat, a tatárok nagy részüket mégis lemészárolták. Az apátnak azonban sikerült elmenekülnie. 1247-ben azonban a monostor újraéledt.
1280–1282 évi lázadásukkor a kunok megtámadták a monostort is, ahol ekkor a királyi kincseket őrizték, de végül Bölényfő András közreműködése folytán mégis sikerült megvédeni.
Az egresi ciszterci monostor az idők során elpusztult, de romjai még a 20. század elején is láthatók voltak.
Egres egykori földesurai a Szapáry grófok voltak.
Egres az 1900-as évek elején Torontál vármegye Perjámosi járásához tartozott.
1910-ben a településnek 3482 lakosa volt, melyből 49 magyar, 251 német, 3154 román volt, ebből 285 római katolikus, 281 görögkatolikus, 2895 görögkeleti ortodox volt.

## Nevezetességek
- A ciszterci kolostor romjai. Ide temették II. András magyar királyt.
- Bartók Béla Román népi táncok című művében két egresi furulyatánc szerepel.[2]